# さんま・一機のイッチョカミでやんす
『さんま・一機のイッチョカミでやんす』（さんま・かずきのイッチョカミでやんす）は、1989年11月4日から1990年9月29日まで日本テレビ系列局で毎週土曜日22:00 - 22:30に放送されていたバラエティ番組。
出演は明石家さんまと小堺一機の2人で、準レギュラーにはラサール石井・松尾伴内・ジミー大西らが出演していた。番組のスポンサーは前番組から引き続き提供していた味の素と新たに加わった三楽酒造（現:メルシャン）の2社だったが、末期ではさらに増えた。

## 概要
放送当時この2人は、フジテレビ系の『笑っていいとも!』の金曜日レギュラーと『いただきます』の司会の関係で、金曜日の『いただきます』の冒頭はこの2人によるフリートークが生放送されていた。しかし、時間が限られているフリートークではお互いの個性を十分発揮するまでには至らなかったので、収録番組でもいいから個性あるトークをしたいとのことで当番組が立ち上がった。
内容はさんま・小堺・松尾・石井によるフリートークと、過去に日本テレビ系で放送されていた連続ドラマのパロディコント、ジミーが読むニュースコーナー（漢字を間違えて読み笑いを誘っていた）などを主体に放送していた。ちなみに、この前番組は味の素提供の料理番組『味の素ごちそうさまワールド・地球おいしいぞ!!』であったため、ジャンルの違う番組になってしまった。
番組エンディングテーマ曲には、クライズラー&カンパニーの「愛のよろこび」が使用された。クライズラー&カンパニーにとっては、当番組がメジャーデビューになる。
ちなみに「イッチョカミ」は関西弁・泉州弁で「なんでもしたがるくせにすぐやめる人のことや、おせっかいに口出しすること」を意味する。

## スペシャル時コント内容

### 小堺編
小堺と松下由樹によるTBSドラマ『想い出にかわるまで』のパロディ。石田純一役を小堺、今井美樹役を明石家さんま、財津和夫役をジミー大西が担当。しかしコント後半、登場してきたジミーの滅茶苦茶な演技を見るなり、松下が笑い転げる展開になった。

### ラサール編
麻丘めぐみの前でラサール石井が黒水着一丁のAV男優マグナム北斗に扮し「振り付け」付きで（麻丘の歌）「わたしの彼は左きき」を歌うというコント。

## スタッフ
- 構成：大岩賞介、大倉利晴、藤沢めぐみ、君塚良一
- ディレクター：吉川圭三、菅賢治、小川通仁
- プロデューサー：小杉善信
- チーフプロデューサー：金谷勲夫
- 製作著作：日本テレビ